# Lewica Związkowa
Lewica Związkowa (LZ) – nielegalna, klasowa centrala związków zawodowych kierowana przez Komunistyczną Partię Polski (KPP).

## Historia
Działała od 1929 do 1935 i należała do związkowej Czerwonej Międzynarodówki. W jej skład wchodziły: związki rewolucyjne, opozycja w związkach reformistycznych oraz grupy lewicy w fabrykach. LZ zdobyła oddziały związków klasowych: włókniarzy, szoferów, metalowców na Pradze, zarząd ZZK Warszawa Główna.
Jej przedstawiciele występowali na zebraniach zwoływanych przez Związek Tramwajarzy Polskiej Partii Socjalistycznej (PPS) i Związku Związków Zawodowych (ZZZ), brali aktywny udział we wszystkich posiedzeniach Warszawskiej Rady Zawodowej. Według materiałów KPP Lewica Związkowa w 1933 liczyła około 41 tysięcy członków (głównie w Łodzi i Warszawie), a wraz z Zachodnią Białorusią i Zachodnią Ukrainą 51 tysięcy. W 1935 mocą uchwały KC KPP rozwiązana. Większość jej członków wstąpiła do Związku Stowarzyszeń Zawodowych (ZSZ).